# ابو حاتم الملزوزي
أبو حاتم الملزوزي، أو يعقوب بن حبيب التجيبي الملزوزي، كان من أبرز قادة الإباضية في إفريقية خلال القرن الثامن الميلادي، وقد عرف بقيادته العسكرية ودوره في الدفاع عن المذهب الإباضي في شمال أفريقيا

## النشأة والخلفية
ينحدر أبو حاتم من قبيلة بني كندة، التي كانت إحدى القبائل المهمة في منطقة المغرب الإسلامي. تأثر بفكر الإباضية وانتقل مع أتباعه من منطقة البصرة إلى مناطق طرابلس وفزان، حيث استقرّ هناك وأصبح قائداً بارزاً.

## الإمامة والدور السياسي
تولى أبو حاتم الإمامة بعد مقتل الإمام السابق، ليصبح زعيمًا روحيًا وعسكريًا للإباضيين في منطقة إفريقية. عُرف بأنه جمع بين القيادة الدينية والقيادة العسكرية، وهو ما ساعد في توحيد صفوف الإباضية وتحقيق بعض الانتصارات ضد السلطات العباسية.

## النشاط العسكري والمعارك
قاد أبو حاتم عدة حملات عسكرية، منها حصار القيروان الذي شكل نقطة تحوّل في صراع الإباضية مع الحكم العباسي. كما خاض معارك عديدة ضد جيش الخلافة العباسية، وكان من أبرز معاركه معركة مغمداس التي انتهت باستشهاده.

## الإرث والتأثير
أسهمت قيادة أبو حاتم في تعزيز وجود الإباضية في شمال أفريقيا، وساهمت في تمهيد الطريق لتأسيس الدولة الرستمية التي كان لها دور مهم في تاريخ المنطقة. كما يُعتبر من أوائل القادة الذين طبقوا مفهوم الإمامة الدفاعية التي تمزج بين الجوانب الدينية والعسكرية.